# Pseudomesochra perplexa
Pseudomesochra perplexa är en kräftdjursart som beskrevs av Nicolaus Gustavus Bodin 1968. Pseudomesochra perplexa ingår i släktet Pseudomesochra och familjen Pseudotachidiidae. Inga underarter finns listade i Catalogue of Life.